# Ácido valoneico
Ácido valoneico es un tanino hidrolizable. Es un componente de algunos taninos hidrolizables tales como mallojaponin.
La diferencia con su isómero el ácido sanguisorbico es que el hidroxilo que une el grupo hexahydroxydiphenoyl (HHDP) al grupo galoil pertenece al grupo HHDP.

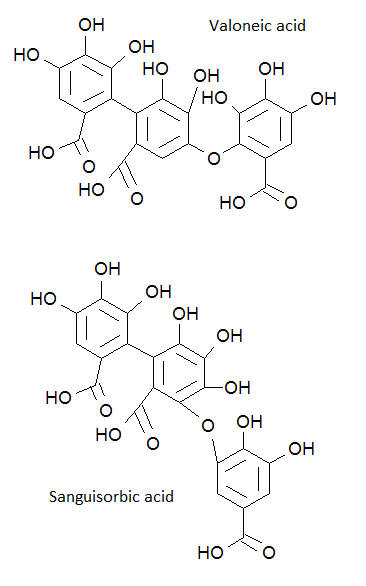
Comparación de las estructuras de los ácidos valoneico y sanguisorbico.

Puede ser sintetizado químicamente.